# رابطة القتال العالمية
رابطة القتال العالمية (بالإنجليزية: Global Fight League)‏، المعروف اختصارًا باسم جي إف إل (بالإنجليزية: GFL)‏. هي رابطة فنون قتالية مختلطة أمريكية قادمة من المقرر إطلاقها في أبريل 2025. أسسها دارين أوين وأرون باريمي، وأقامت الرابطة مسودتها الافتتاحية في 24 يناير 2025، حيث تم توزيع المقاتلين على فرق مقرها المدينة. من المتوقع أن يشمل نموذج الأعمال الذي يركز على المقاتلين في جي إف إل تأمينًا صحيًا وتأمينًا ضد الإصابات، وصندوق تقاعد منظم، وحصة 50% من الإيرادات الخاصة بالحدث مع المقاتلين.

## التاريخ
من المقرر أن تنطلق رابطة القتال العالمية، في أبريل 2025. تأسست جي إف إل على يد دارين أوين، الذي يعمل مفوضًا بالإنابة للرابطة، وأرون باريمي، الذي يعمل مديرًا تنفيذيًا للعمليات في الرابطة، بدعم من سكوت باركر، الذي يعمل مديرًا تنفيذيًا للتسويق، وجيفري بولاك، المستشار الأول لجي إف إل.
تنظم جي إف إل معارك عبر عشر فئات للوزن، والتي تختلف عن فئات الوزن التقليدية في فنون القتال المختلطة : وزن الذرة للسيدات (110 رطل)، وزن القش للسيدات (120 رطل)، وزن الذبابة للسيدات (130 رطل)، وزن الديك للسيدات (140 رطل)، وزن الديك للرجال (145 رطل)، وزن الريشة (155 رطل)، وزن خفيف (165 رطل)، وزن الوسط (180 رطل)، وزن المتوسط (200 رطل)، وزن خفيف الثقيل (225 رطل)، والوزن الثقيل (265 رطل). كان لدى جي إف إل قائمة تضم 300 مقاتل حيث تم تعيين 120 رياضيًا في ستة فرق، تتألف من 20 مقاتلًا مع مقاتلين يمثلان كلًا من فئات الوزن العشرة. تم وضع نظام تسجيل لمباريات جي إف إل حيث يحصل المقاتلون على أربع نقاط لإنهاء المباراة، وثلاث نقاط للفوز بالقرار، ونقطتين للتعادل، ونقطة واحدة للخسارة بالقرار وصفر للهزيمة عبر إنهاء المباراة. تساهم النقاط في النتيجة الإجمالية لكل فريق.
في 11 ديسمبر 2024، أُعلن أن جي إف إل قد تعاقد مع تايرون وودلي، وفابريسيو ويردوم، وأنتوني بيتيس، وجونيور دوس سانتوس، ولوكي روكهولد، وفرانك مير، وأندريه أرلوفسكي، ورينان باراو، وبينسون هندرسون، وهم جميعًا حاملو لقب يو إف سي سابقًا. كان من بين المقاتلين الآخرين الذين وقعوا مع جي إف إل مارلون مورايس، وواندرلي سيلفا، وجيجارد موساسي، ورافائيل كارفاليو، ولانس بالمر، وويل بروكس أبطالًا في منظمات كبرى أخرى مثل برايد، وبيلاتور، وبطولة العالم للقتال.
في 4 فبراير 2025، أصدرت جي إف إل جدولها لموسمها الافتتاحي مع الأحداث التي ستقام في المواقع والأشهر التالية:
- أبريل: لوس أنجلوس
- مايو: نيويورك
- يونيو: لندن
- يوليو: ميامي
- أغسطس: دبي
- سبتمبر: ساو باولو

## الفرق والمقاتلين
تم بث المسودة مباشرة في 24 يناير 2025 في فينيكس، أريزونا. ستشارك ستة فرق في الموسم الافتتاحي لجي إف إل، وتتكون الفرق على النحو التالي:
ملاحظات: HW = الوزن الثقيل ؛LHW - الوزن الخفيف الثقيل ؛MW = الوزن المتوسط ؛WW = الوزن المتوسط ؛LW = خفيف الوزن ؛FW = وزن الريشة ؛BW = وزن الديك WBW = وزن البانتام للسيدات ؛WSW = وزن القشة للسيدات WAW = وزن الذرة للسيدات.